# Ilha dos Araújos de Fora
A Ilha dos Araújos de Fora está situada na baía de Babitonga, no litoral sul brasileiro, ao norte do Estado de Santa Catarina.